# Olomouc-západ
Olomouc-západ (Nederlands: Olomouc-west) is een commissiegebied in de Tsjechische stad Olomouc. Het commissiegebied is in 2007 ingevoerd op het grondgebied van de kadastrale gemeenten Olomouc-město en Nová Ulice en een kleine punt op het grondgebied van Hejčín. Olomouc-západ wordt grotendeels begrensd door de Foerstrova ulice (Foersterstraat) en Pražská ulice (Praagse straat) in het westen, Polská ulice (Poolse straat) in het zuiden, Krapkova ulice (Krapekstraat) en Wellnerova ulice (Wellnerstraat) in het oosten en Erenburgova ulice (Erenburgstraat) in het noorden. De kern van het commissiegebied wordt gevormd door de Úřední čtvrť of Úřednická čtvrť (Ambtenarenwijk), een wijk gebouwd rond 1900 na de opheffing van de Vesting Olomouc.

## Aanliggende commissiegebieden
| Aanliggende commissiegebieden | Aanliggende commissiegebieden | Aanliggende commissiegebieden | Aanliggende commissiegebieden | Aanliggende commissiegebieden |
| ----------------------------- | ----------------------------- | ----------------------------- | ----------------------------- | ----------------------------- |
|                               |                               | Hejčín                        |                               |                               |
|                               |                               |                               |                               |                               |
| Neředín Tabulový Vrch         | Olomouc-střed                 |                               |                               |                               |
|                               |                               |                               |                               |                               |
| Nová Ulice                    |                               | Povel                         |                               | Nové Sady                     |

Bělidla ·
Černovír ·
Droždín ·
Chomoutov ·
Chválkovice ·
Hejčín ·
Hodolany ·
Holice ·
Klášterní Hradisko ·
Lazce ·
Lošov ·
Nedvězí ·
Nemilany ·
Neředín ·
Nová Ulice ·
Nové Sady ·
Nový Svět ·
Olomouc-město ·
Pavlovičky ·
Povel ·
Radíkov ·
Řepčín ·
Slavonín ·
Svatý Kopeček ·
Topolany ·
Týneček